# Clarisse Orsini
Pour les articles homonymes, voir Orsini.

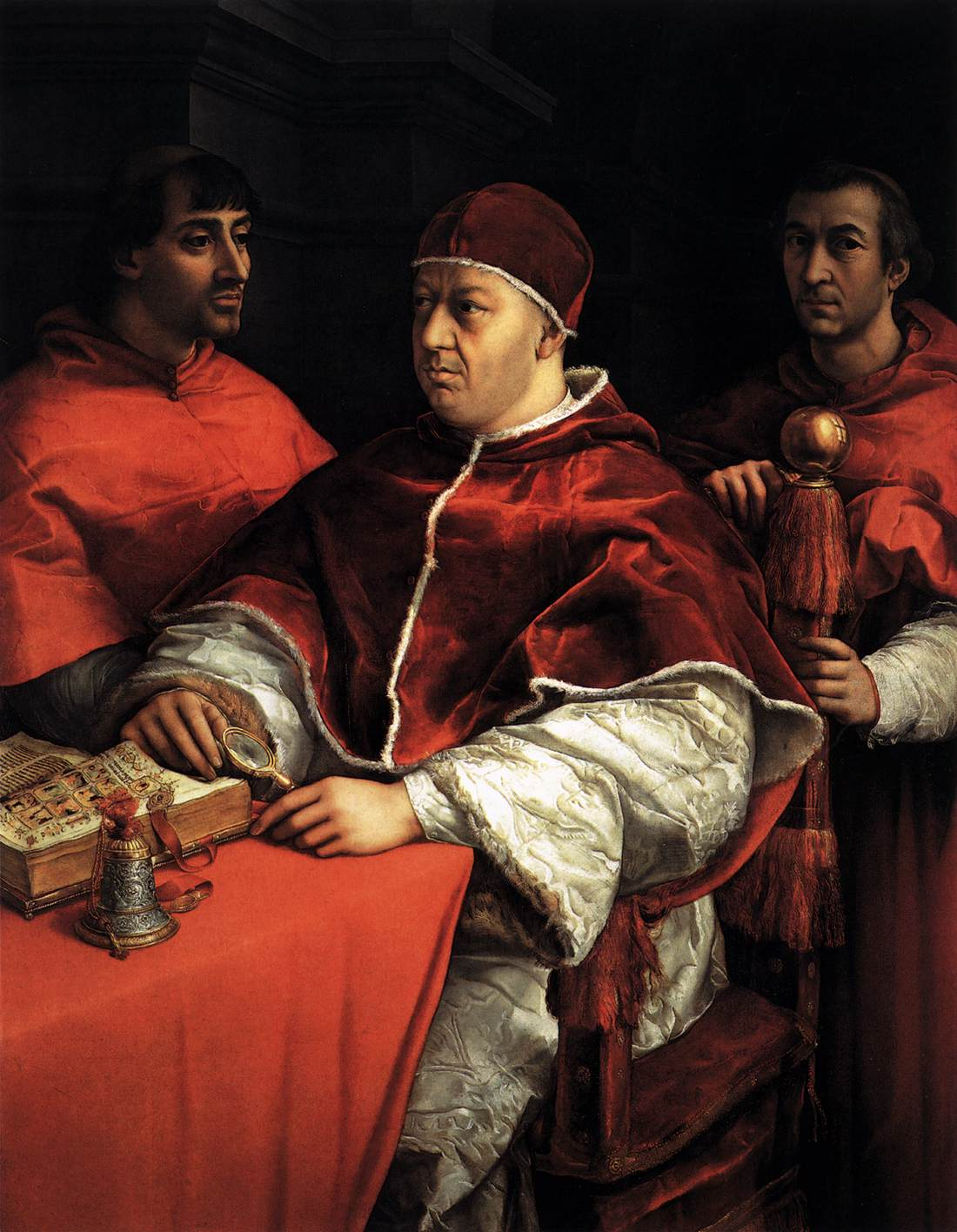
son fils Léon X.

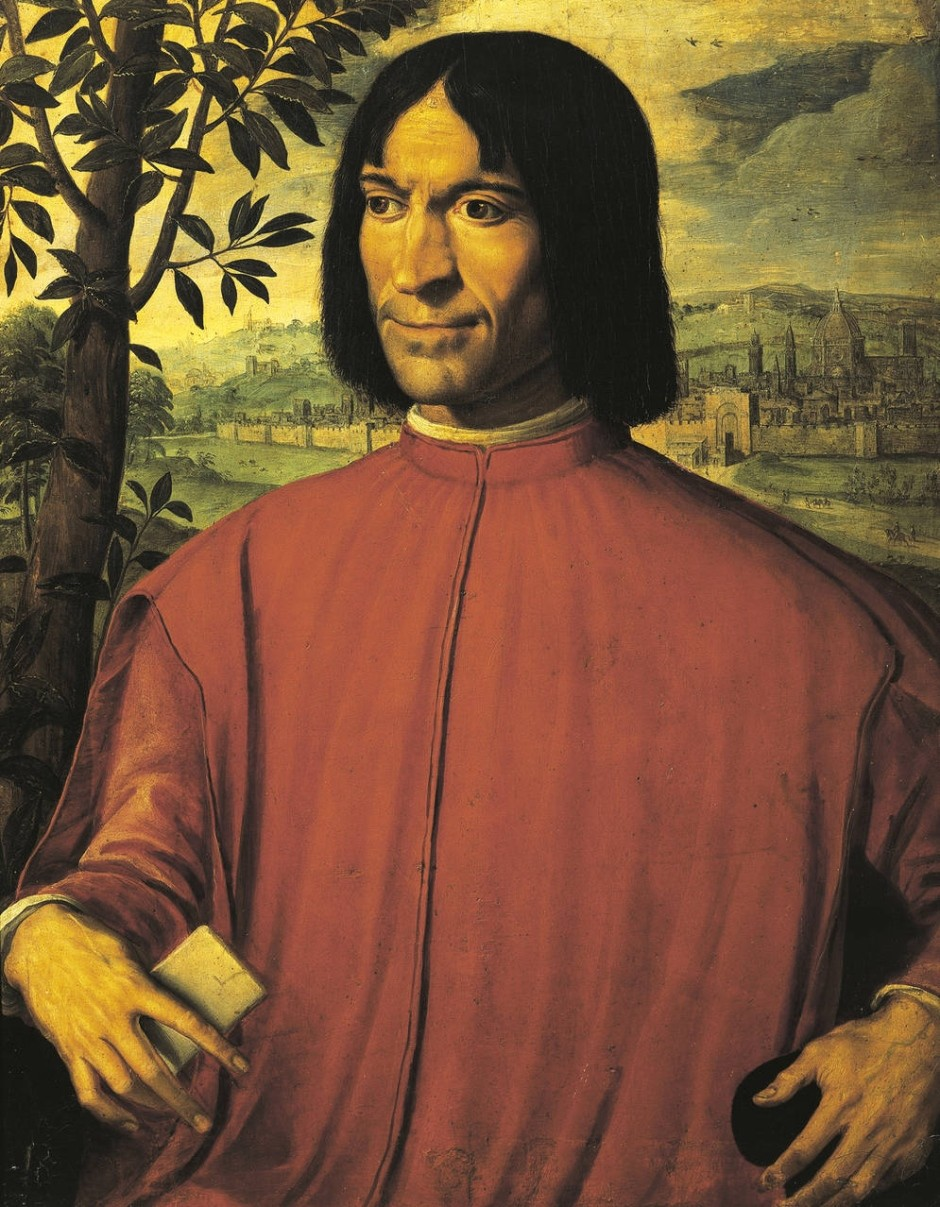
Son mari, Laurent de Médicis, par Macchieti.

Blason de la famille Orsini.

Clarisse Orsini (née vers 1453 à Monterotondo près de Rome et morte le 30 juillet 1488 à Florence dans la république homonyme), fille de Jacopo (Giacomo) Orsini di Monterotondo et Maddalena Orsini, fut l'épouse de Laurent le Magnifique et la mère du pape Léon X et de Julien de Médicis.

## Biographie
Clarisse naît à Monterotondo, fief de son père, aux alentours de 1453. Sa famille est l'une des plus anciennes et influentes maisons nobles d'Italie. Elle était la nièce du cardinal Latino Orsini.
La mère de Laurent de Médicis, Lucrezia Tornabuoni, lors de ses voyages à Rome, avait pour but de trouver pour son fils une fiancée appartenant à la noblesse romaine, ce qui aurait pu favoriser l'ascension sociale des Médicis, famille issue de la roture. Ainsi Lucrezia, avec l'aide de son frère Giovanni, parvint à un rapprochement avec la famille Orsini, choisissant alors Clarisse pour être la future épouse de Laurent. Dans des lettres écrites à son mari Pierre de Médicis, Lucrezia l'a décrit comme étant « à la peau claire, séduisante, avec beaucoup de cheveux roux, de belles mains, pieuse et de bonne stature ». 
Le mariage se déroule d'abord par procuration à Rome le 27 décembre 1468, puis en personne à Florence le 4 juin 1469. La dot offerte à Clarisse s'élève à 6 000 florins. 
Les époux malgré leurs différences (Clarisse avait reçue une éducation pieuse qui l'éloignait des pensées humanistes de Laurent) se montrèrent un respect mutuel et ils laissent à penser qu'un sentiment fort les liait. Lorenzo, au contraire de son père et de son grand-père, n'eut aucun enfant illégitime. 
Certaines chroniques de l'époque démontrent que Clarisse avait une forte influence sur son mari ; pour cette raison, beaucoup ont demandé son aide pour obtenir des faveurs du Magnifique. Elle obtint par exemple la charge d'archevêque de Florence pour son frère Rinaldo. Toute sa vie durant, elle se tint informée de la politique de Florence et de l'Italie par le biais de son mari.
En 1478, lors de la conjuration des Pazzi, elle fut envoyée avec ses enfants à Pistoie pour les protéger des jours de grande instabilité que connaissait Florence et pour l'éloigner des complots qui auraient pu les atteindre. 
Elle mourut en 1488 de la tuberculose. Laurent ne fut pas présent lors de sa mort et des funérailles car il soignait sa goutte, qui était la maladie héréditaire des Médicis. Cependant, dans une lettre adressée au pape Innocent VIII, Laurent a démontré la douleur et la tristesse qu'il éprouva à la perte de Clarisse.

## Famille
Enfants de Clarisse Orsini et Laurent de Médicis :
| Nom                   | Naissance | Mort | Notes |
| --------------------- | --------- | ---- | --- |
| Lucrèce de Médicis    | 1470      | 1553 | Grand-mère du pape Léon XI |
| Deux jumeaux sans nom | 1471      | 1471 | Morts peu de temps après la naissance                                                                                                  |
| Pierre II de Médicis  | 1472      | 1503 | Seigneur de Florence après la mort de son père ; marié à sa cousine Alfonsina Orsini (elle est la cousine germaine de Clarisse Orsini) |
| Madeleine de Médicis  | 1473      | 1528 | |
| Jean de Médicis       | 1475      | 1521 | Cardinal, puis pape (Léon X) |
| Louise de Médicis     | 1477      | 1488 | Morte durant l'enfance |
| Contessina de Médicis | 1478      | 1515 | Mariée à Pietro Ridolfi |
| Julien de Médicis     | 1479      | 1516 | Duc de Nemours ; marié à Philiberte de Savoie                                                                                          |

## Apparaît dans
- La série Da Vinci's Demons de David S. Goyer, interprétée par Lara Pulver avec Tom Riley (Léonard de Vinci) et Elliot Cowan (Laurent de Médicis).
- La série Les Médicis : Maîtres de Florence, interprétée par Synnove Karlsen.